# Банок
Банок (на английски: Bannock) е северноамериканско индианско племе, говорещо първоначално език на северните паюти. Банок са едно от първите племена в Големия басейн, които се сдобиват с коне. Това става в края на 17 век. Тогава те се отделят от северните паюти и започват да мигрират от източен Орегон към равнините на Снейк Ривър в страната на северните шошони. Сред северните шошони, с които установяват тесен съюз, банок са известни като „Пуннуш“.

## Култура
Постепенно банок се организират като племе и започват да ловуват бизони, и да организират набези срещу съседните племена. През зимата ловят риба в река Снейк, през лятото събират диви растителни храни и корени камас, а през пролетта и есента ловуват бизони в равнините. Лова на бизони и набезите изискват по-централизирана организация за разлика от живота в Големия басейн. Малките групички от събирачи и ловци на дребен дивеч се консолидират в по-големи местни групи вече водени от вожд и негови помощници с важен глас в племенния съвет. С течение на времето прерийното влияние в културата им става все по-голямо. Наред със старите колиби от клони и треви започнат да използват и типито. Мъжете се организират в типичните за Равнините войнски общества. Старите дрехи от кожи и треви са заменени от дрехи от бизонски и еленови кожи в характерния за Прерията стил. От равнинните народи възприемат още ку-системата и Танца на скалповете, а по-късно и Танца на Слънцето. Тези промени обаче не прекъсват връзките им с техните роднини паюти. Наред с новите обичаи те запазват и старите като погребалните и траурни ритуали, различните обреди съпътстващи жизнения цикъл и други. Важна част от живота им продължават да бъдат сънищата и виденията. Чрез тях човек се сдобива с духове – помощници, които му дават сила и му помагат в живота.

## Подразделения
Известни са три техни подразделения от средата на 19 век:
- Кутсшундика – ядящите бизонско
- Пеноинтикара – ядящите мед
- Шохопанайти – тополите банок

## История
Пръв ги среща през 1829 г. Джим Бриджър. От него е известно, че тогава племето живее в 1200 жилища и наброява към 8000 души. Това обаче не е точно, тъй като през 1845 г. са преброени около 1000 души. Срещите им с белите стават по-чести с построяването на форт Хол през 1834 г. До 1853 г. племето е почти унищожено от едра шарка и в крайна сметка оцелелите са преместени във форт Хол през 1868 г. През 1878 г. част от племето, заедно с някои групи паюти и северните шошони започват война, за да отмъстят за несправедливостите, нанесени им от белите заселници и правителството, което ги оставя да гладуват. Въстанието е потушено от генерал Оливър Отис Хауърд и индианците са върнати обратно в резервата. Днес, в началото на 21 век племето живее в резервата форт Хол заедно със северните шошони. Постепенно двете племена се сливат и образуват единното федерално признато племе Шошони – Банок.